# 徳島県道263号高清貞光線
徳島県道263号高清貞光線（とくしまけんどう263ごう こうせさだみつせん）は、徳島県美馬郡つるぎ町を通る予定の県道である。

## 概要
美馬郡つるぎ町半田から美馬郡つるぎ町貞光に至る。全線が未供用である。

### 路線データ
- 起点：美馬郡つるぎ町半田（徳島県道258号小谷西端山線交点）
- 終点：美馬郡つるぎ町貞光（国道438号交点）

## 歴史
- 1995年（平成7年）4月1日 - 認定。ただし現在も区域は未決定。

## 地理

### 通過する予定の自治体
- 徳島県
  - 美馬郡つるぎ町

### 交差する予定の道路
| 交差する予定の道路              | 交差する予定の場所 | 交差する予定の場所 |
| ------------------------------- | ------------------ | ------------------ |
| 徳島県道258号小谷西端山線未供用 | 半田               | 起点               |
| 国道438号未供用                 | 貞光               | 終点               |

### 沿線
- 貞光川